# Юниор ФВ-6506
Юниор ФВ-6506 — советский бытовой персональный компьютер, развитие Радио 86РК.

## Описание
Выпускался Киевским заводом управляющих и вычислительных машин с 1989 по 1991, затем Киевским производственным объединением «Электроприбор» вместе с Арго ФВ-6511, частично на той же элементной базе. Использовалась клавиатура от УКНЦ с небольшими отличиями. Особенностью данного ПК была возможность дистанционного управления кассетными магнитофонами «Маяк». В комплекте среди прочего программного обеспечения имелась утилита, позволявшая форматировать магнитную ленту на кассете с разбитием на сектора, тем самым создавая файловую систему.

## Программы
Операционной системой для этого ПК являлась доработанная версия CP/M под наименованием ТСР/М-80. В качестве средств разработки использовались микроассемблер, MBasic, программный пакет Pascal/MT+, а также компилятор Си. Имелся текстовый редактор WD и табличный редактор SuperCalc, и дополнительно создан графический редактор Komkon. 

## Игры
Группой программистов и художника были созданы несколько компьютерных игр для данной ЭВМ, как с собственным геймплеем (Stone Pit, Пирамида, Гномик, Академия), так и авторские переработки Pac-Man, Pipe Mania, Snake, Sokoban.

## Эмуляция
Данный ПК эмулируется, и доступен набор оцифрованных кассет.

## Внешние ссылки
- Обзор ретрокомпьютера «Юниор ФВ-6506»
- «Юниор ФВ-6506» на сайте музея цифровой электроники